# Octavarium
Octavarium is het achtste studioalbum van de progressieve metalband Dream Theater, en is uitgebracht op 7 juni 2005.
Het is het laatste album dat is opgenomen in de studio The Hit Factory. Op de dvd documentaire van Score zegt John Petrucci dat hij dit album het beste werk van Dream Theater vindt.

## Het album
Octavarium sluit qua aantal nummers aan op de twee voorgaande albums. Six Degrees of Inner Turbulence is het zesde studioalbum en bevat zes nummers (en had het woord zes in de titel). Train of Thought is het zevende studioalbum en bevat zeven nummers. Dit album is het achtste studioalbum en bevat acht nummers. Ook de titel van het album verwijst naar het cijfer acht. Dit patroon gaat gedeeltelijk over in het volgende album, Systematic Chaos. Dit negende studioalbum heeft slechts acht nummers, maar het eerste nummer duurt precies negen minuten.
Ook volgend op een eerder patroon is het begin van de cd. Dit is namelijk dezelfde toon als waarmee Train of Thought werd afgesloten. Het album eindigt ook in dezelfde toon, waarmee de cirkel doorlopen is.
Elk nummer van het album is in een ander mineur geschreven, startend met F, dan G, A, B, C, D, E en terugkomend bij F.
De muzikale connecties tussen de nummers en het titelnummer zelf hebben als thema continuïteit, wat erop duidt dat het een conceptalbum is.
Het openingsnummer begint met stap 6, het laatste nummer eindigt met stap 5. Ook zo is de cirkel doorlopen.

## Gulden snede en vicieuze cirkels
Het album bevat meerdere verwijzingen naar de gulden snede, met name de cijfers 5 en 8 in het boekje bij de cd. De gulden snede is en wordt veelvuldig gebruikt in kunst door de jaren heen en komt ook voor in de natuur. De getallen 5 en 8 verwijzen ook (net zoals de voorkant van het boekje met het perpetua mobile) naar vicieuze cirkels; een octaaf op een piano (een octaaf is zelf een vicieuze cirkel doordat het van C tot C gaat en het volgende octaaf weer van C tot C gaat) heeft 5 zwarte en 8 witte toetsen.
- De titel, Octavarium, bevat 5 lettergrepen maar refereert aan het cijfer 8. Het bestaat uit 5 klinkers en 5 medeklinkers.
- De cijfers 5 en 8 komen ook voor in een octaaf op een piano, deze bestaat uit 8 witte en 5 zwarte toetsen. Zo'n octaaf is afgebeeld op de achterkant van het cd-boekje.
- De voor- en achterkant van het cd-boekje laat een Newtonpendel zien met 8 pendels en 5 vogels. De volgorde van de pendels en vogels representeren een octaaf op een piano.
- Sinds het begin van Dream Theater zijn er tot uitgave van dit album 8 bandleden geweest, het aantal leden is 5.
- Octavarium is het achtste studioalbum en op het moment dat Octavarium uitkwam had Dream Theater vijf livealbums gemaakt.
- Op pagina 5 staan 2 dominostenen met respectievelijk 5 (2 en 3) en 8 (3 en 5) ogen. 2, 3, 5 8 zijn opeenvolgende nummers in de rij van Fibonacci.
- Op pagina 7 is een spin getekend (met 8 poten), die gevangen zit in een achthoekig labyrint. Het labyrint bestaat uit 5 lagen en bevat 8 doorgangen tussen de lagen. Acht gangen lopen dood.
- Op pagina 11 staat een octopus (met 8 armen), 5 vissen en een achthoekig stopbord.
- Op pagina 13 is een bouwplan van een pentagram getekend in een achthoek. De schaal van de plattegrond staat aangegeven als 5:8.
- Op de binnenkant van het boekje staat 2 keer dezelfde jongen afgebeeld met een bliktelefoon.
  - Bij de eerste afbeelding staan er 8 nummers naast de jongen, bij de tweede afbeelding de namen van de 5 bandleden.
  - Op de eerste afbeelding zijn er 5 vingers van de jongen te zien, op de tweede zijn dat er 3. Samen levert dat 8 op.
- het boekje heeft 8 pagina's.
- In het opruimgedeelte van de cd staat een 8-bal van een poolbiljart.
- Het titelnummer is opgebouwd uit 5 delen en is het 8ste nummer van de cd.
- De vogels en de ballen op de albumcover symboliseren de indeling van een piano waarbij de eerste bal de pianotoets voor F voorstelt. Het eerste nummer van het album staat in toonsoort f-mineur.
- Op de cd staat een afbeelding van een ster in een achthoek, zoals hierboven beschreven ook voorkomt op pagina 13. Hieromheen staan muzieksleutels in een kwintencirkel.
- Het nummer Panic Attack, nummer 5 op de cd, duurt 8:13 minuten. 5, 8 en 13 zijn opeenvolgende nummers in de rij van Fibonacci. De maatsoort is 5/8.
- Octavarium is het laatste album wat is opgenomen in de Hit Factory. De eerste was Songs in the Key of Life van Stevie wonder.

## Nummers
1. The Root of All Evil – 8:25 (muziek: Dream Theater, teksten: Portnoy)
  - VI. Ready
  - VII. Remove
2. The Answer Lies Within – 5:33 (Dream Theater, Petrucci)
3. These Walls – 7:36 (Dream Theater, Petrucci)
4. I Walk Beside You – 4:29 (Dream Theater, Petrucci)
5. Panic Attack – 8:13 (Dream Theater, Petrucci)
6. Never Enough – 6:46 (Dream Theater, Portnoy)
7. Sacrificed Sons – 10:42 (Dream Theater, LaBrie)
8. Octavarium – 24:00 (Dream Theater, LaBrie/Petrucci/Portnoy)
  - I. Someone Like Him (tekst: Petrucci)
  - II. Medicate (Awakening) (tekst: LaBrie)
  - III. Full Circle (tekst: Portnoy)
  - IV. Intervals (Tekst: Portnoy)
  - V. Razor's Edge (Tekst: Petrucci)

Het openingsnummer The Root of All Evil is het derde nummer in de Alcoholics Anonymous Suite, een suite van Mike Portnoy over zijn alcoholisme. Het nummer beschrijft stappen zes en zeven uit het 12-stappen programma van de Anonieme Alcoholisten.

## Bezetting

### Bandleden
- James LaBrie – zang
- John Myung – basgitaar en Chapman Stick
- John Petrucci – gitaar en achtergrondzang
- Mike Portnoy – drums, achtergrondzang en percussie
- Jordan Rudess – keyboards, lap steel gitaar en continuum

### Gastmuzikanten
- snaarinstrumenten gearrangeerd en gedirigeerd door Jamshied Sharifi
- Jill Dell'Abate – Orchestral Contractor
- orkest op Sacrificed Sons, The Answer Lies Within en Octavarium
  - concertmeester
    - Elena Barere

  - viool
    - Katharine Fong
    - Ann Lehmann
    - Katherine Livolsi-Stern
    - Laura McGinniss
    - Catherine Ro
    - Ricky Sortomme
    - Yuri Vodovoz

  - altviool
    - Vincent Lionti
    - Karen Dreyfus

  - cello
    - Richard Locker
    - Jeanne LeBlanc

  - fluit
    - Pamela Sklar

  - Franse hoorn
    - Joe Anderer
    - Stewart Rose
- strijkkwartet op The Answer Lies Within
  - Elena Barere – eerste viool
  - Carol Webb – tweede viool
  - Vincent Lionti – altviool
  - Richard Locker – cello

## Speculatie rondom de albumtitel
De band wilde het album eerst Octave noemen. Toen de progressieve-rockband Spock's Beard eerder in 2005 een album uitbracht met de naam Octane, werd besloten om een meer afwijkende naam te nemen.
De titel lijkt te refereren aan de Octavarium Romanum, een boek uit de Katholieke liturgie dat verwijst naar een periode die bekendstaat als Octave. Ook is er een vergelijking te maken met de musical Octave die bestaat uit de delen: Root, 2nd, 3rd, 4th, 5th, 6th, 7th en Octave. Het eerste en laatste nummer van de cd lijken met hun titel hiernaar te verwijzen, namelijk respectievelijk The Root of All Evil en Octavarium.
Ook de Latijnse vertaling voor acht verschillende wordt gezien als een verklaring voor de titel, ook omdat de 8 nummers in verschillende stijlen zijn. Dit is echter incorrect Latijn. Het Latijnse woord voor acht is octo en varium is enkelvoud terwijl dit dan meervoud had moeten zijn.
Een andere interpretatie is dat het achtervoegsel -arium is gebruikt als een plaats waar iets wordt bewaard, in dit geval octaven. Deze gedachte komt ook terug in een stuk tekst van het titelnummer, Trapped inside this Octavarium. Hiermee is het woord Octavarium een porte-manteau.